# Pelurga limbofumata
Pelurga limbofumata är en fjärilsart som beskrevs av Romaniszyn 1933. Pelurga limbofumata ingår i släktet Pelurga och familjen mätare. Inga underarter finns listade i Catalogue of Life.